# Нове Смольно
Нове Смольно (пол. Nowe Smolno) — село в Польщі, у гміні Нова-Весь-Велька Бидґозького повіту Куявсько-Поморського воєводства.
Населення — 211 осіб (2011).
У 1975-1998 роках село належало до Бидгощського воєводства.

## Демографія
Демографічна структура станом на 31 березня 2011 року:
|          | Загалом | Допрацездатний вік | Працездатний вік | Постпрацездатний вік |
| -------- | ------- | ------------------ | ---------------- | -------------------- |
| Чоловіки | 102     | 32                 | 63               | 7                    |
| Жінки    | 109     | 32                 | 63               | 14                   |
| Разом    | 211     | 64                 | 126              | 21                   |